# Yochanan Vollach
Yochanan Vollach (en hebreo: יוחנן וולך‎) es un exjugador de fútbol israelí y actualmente es el presidente del club Maccabi Haifa FC. Como jugador participó de la primera fase de la Copa Mundial de Fútbol de 1970.
Como futbolista jugó en el Hapoel Haifa FC y Maccabi Haifa FC y Hong Kong FC. Está considerado como uno de los mejores defensores de Israel de todos los tiempos.

## Participaciones en Copas del Mundo
- Copa Mundial de Fútbol de 1970 - (Israel) - 1970 (12.º lugar)

- Datos: Q171962
- Multimedia: Yochanan Vollach / Q171962